# وسلا (ناحیه زلین)
وسلا (به چکی: Veselá) یک منطقهٔ مسکونی در جمهوری چک است که در ناحیه زلین واقع شده‌است. وسلا ۴٫۴۴ کیلومتر مربع مساحت و ۷۴۲ نفر جمعیت دارد و ۳۴۶ متر بالاتر از سطح دریا واقع شده‌است.